# Tritonia lineata
Tritonia lineata är en snäckart som först beskrevs av Joshua Alder och Albany Hancock 1848. Tritonia lineata ingår i släktet Tritonia och familjen Tritoniidae. Inga underarter finns listade i Catalogue of Life.